# Stella Cilento
Stella Cilento (Porcili fino al 1871) è un comune italiano di 613 abitanti della provincia di Salerno in Campania.

## Geografia fisica

### Territorio
- Classificazione sismica: zona 3 (sismicità bassa), Ordinanza PCM. 3274 del 20/03/2003.

### Clima
La stazione meteorologica più vicina è quella di Casal Velino. In base alla media trentennale di riferimento 1961-1990, la temperatura media del mese più freddo, gennaio, si attesta a +8,7 °C; quella del mese più caldo, agosto, è di +25,7 °C.

## Storia

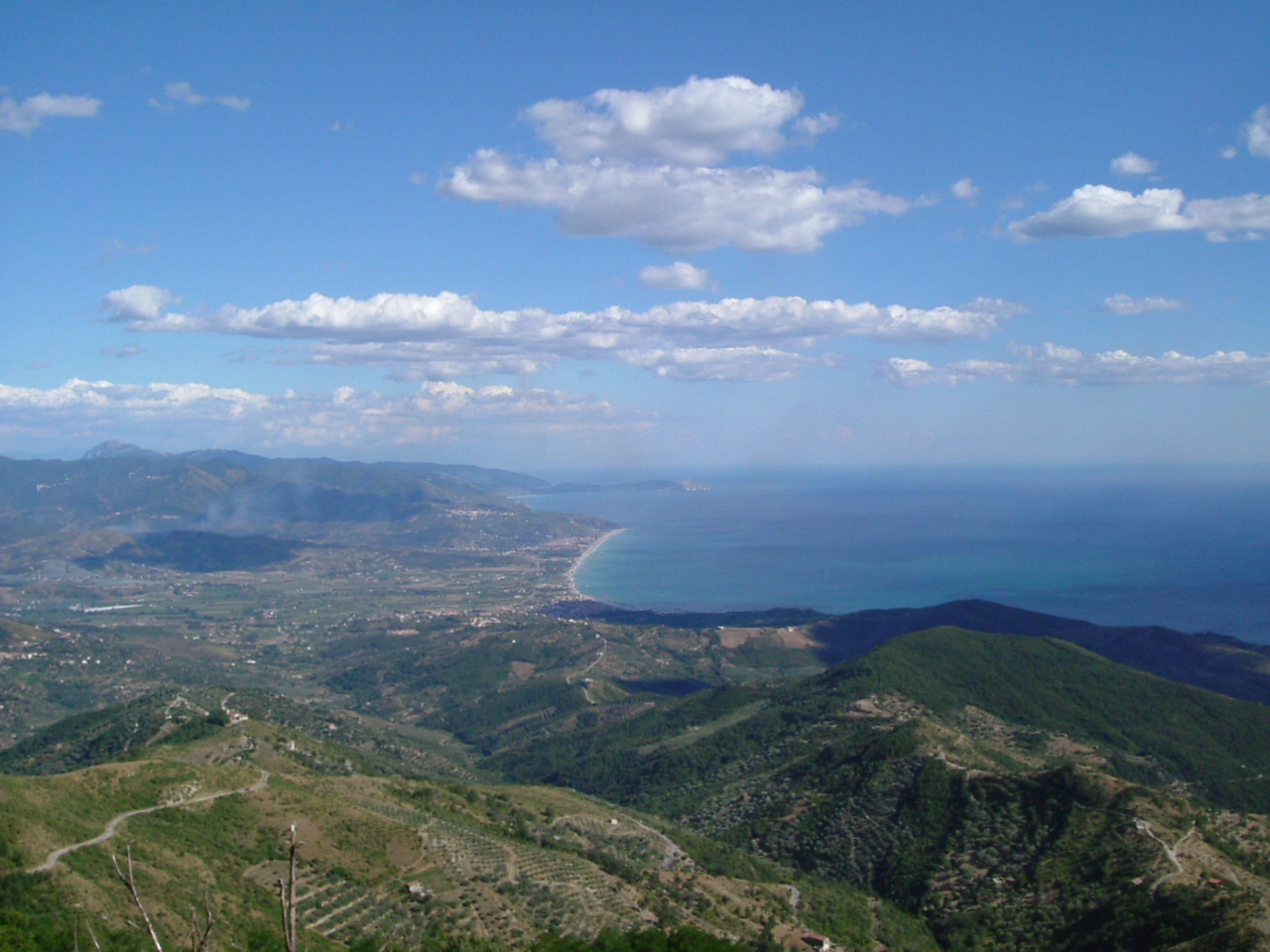
Panorama visibile dal Monte Stella

Stella Cilento ha avuto origine intorno al XIII secolo successivamente allo spostamento di alcuni abitanti della vicina Torricelle. 
Era chiamata fino alla fine del XIX secolo "Porcili"; siccome tale nome dava un'immagine poco gradevole del luogo, l'amministrazione lo modificò in Stella Cilento, con riferimento al vicino monte: il Monte Stella. La specifica Cilento identifica la zona.
Dal 1811 al 1860 ha fatto parte del circondario di Pollica, appartenente al distretto di Vallo del Regno delle Due Sicilie.
Dal 1860 al 1927, durante il Regno d'Italia ha fatto parte del mandamento di Pollica, appartenente al circondario di Vallo della Lucania.

## Società

### Evoluzione demografica
Abitanti censiti

## Economia

### Occupazione
| attività       | numero attività | occupati | percentuali |
| -------------- | --------------- | -------- | ----------- |
| industriali    | 22              | 77       | 42,78%      |
| servizi        | 26              | 61       | 33,89%      |
| amministrative | 3               | 42       | 23,33%      |

## Infrastrutture e trasporti

### Strade
- Strada provinciale 15 Innesto SR 267 (S. Pietro) - Innesto SR 267 (Acciaroli).
- Strada provinciale 77 Innesto SP 15 (Stella Cilento) - Innesto SR 267 (Marina di Casal Velino).

## Amministrazione
| Periodo          | Periodo        | Primo cittadino     | Partito             | Carica  | Note |
| ---------------- | -------------- | ------------------- | ------------------- | ------- | ---- |
| 16 novembre 1997 | 26 maggio 2002 | Pietro Lisi         | Polo per le Libertà | sindaco |      |
| 26 maggio 2002   | 27 maggio 2007 | Pietro Lisi         | Casa delle Libertà  | sindaco |      |
| 27 maggio 2007   | 6 maggio 2012  | Antonio Radano      | Lista civica        | sindaco |      |
| 6 maggio 2012    | 11 giugno 2017 | Antonio Radano      | Lista civica        | sindaco |      |
| 11 giugno 2017   | in carica      | Francesco Massanova | Lista civica        | sindaco |      |

### Altre informazioni amministrative
Il territorio fa parte della Comunità montana Alento-Monte Stella e dell'Unione dei comuni Valle dell'Alento.
Le competenze in materia di difesa del suolo sono delegate dalla Campania all'Autorità di bacino regionale Sinistra Sele.

## Sport
Stella Cilento conta una squadra di calcio A.S. Stella Cilento che milita in terza Categoria.Una precedente squadra dilettantistica A.R. CALCIO Stella Cilento contava tra le sue file Don Joan Freddi Gutierrez primo sacerdote tesserato alla FIGC. 
Nel 2012 viene fondata una nuova società A.S.D. Stella Cilento che milita in terza categoria.